# Josef Windeck
Josef Joachim Windeck, genannt Jupp (* 11. Oktober 1903 in Rheydt; † 21. Juli 1977 in Mönchengladbach) war ein deutscher Bauarbeiter, der aufgrund seiner Tätigkeit als Funktionshäftling wegen Mordes im dritten Frankfurter Auschwitz-Prozess zu lebenslanger Freiheitsstrafe zuzüglich 15 Jahren Haft verurteilt wurde.

## Leben
Windeck war der Sohn eines Maurers und hatte 17 Geschwister. Er wuchs in ärmlichen Verhältnissen auf. Nach dem Besuch der Schule in Mönchengladbach wurde er wie sein Vater ebenfalls Bauarbeiter. Im Jahr 1936 wurde er beschuldigt, seine Kollegen auf einer Baustelle zum Streik aufgefordert zu haben, und daraufhin verhaftet. Als politischer Häftling kam er ins KZ Esterwegen, von wo aus er anschließend von der SS in das KZ Sachsenhausen verlegt wurde. Im Sommer 1937 wurde er aus diesem entlassen, jedoch im folgenden Oktober wegen Diebstahls zu zweieinhalb Jahren Zuchthaus verurteilt. Seine 23 Vorstrafen wegen Eigentumsdelikten und sein Widerstand während der Festnahme wirkten sich strafverschärfend aus. Nach Ablauf dieser Strafe wurde er im März 1940 ins Polizeigefängnis Düsseldorf verlegt, von wo aus er erneut nach Sachsenhausen und schließlich am 29. August 1940 als „asozialer Häftling“ mit schwarzem Winkel mit weiteren 99 Häftlingen ins Konzentrationslager Auschwitz verlegt wurde.

## Funktionshäftling in Auschwitz
Im KZ Auschwitz erhielt Josef Windeck die Häftlingsnr. 3.221. Er wurde im Stammlager des KZ Auschwitz erstmals als Kapo eingesetzt. Von April 1941 bis Frühjahr 1942 war er fast durchgehend als Kapo von Arbeitskommandos beim Bau des Buna-Werks der I.G. Farben eingesetzt. Danach war Windeck wieder Kapo im Stammlager. Mit 600 Häftlingen wurde er am 28. Oktober 1942 ins KZ Auschwitz III Monowitz verlegt. Dort wurde er zum ersten Lagerältesten. Am 4. Dezember 1942 erschlug Windeck den Häftling Fritz Löhner-Beda. Windeck, der mit Reitstiefeln, Reithose und dunkler Jacke bekleidet war, benutzte für die Misshandlungen von Häftlingen eine Hundepeitsche. Er bereicherte sich am Eigentum neu eingewiesener Häftlinge, wovon auch der ihn protegierende Rapportführer Josef Remmele profitierte. Windeck tauchte unter anderem im April 1943 „zwei jüdische Häftlinge mit je einer Hand am Genick“ in eine mit Wasser gefüllte Heringstonne, worauf er einen ertränkte und den zweiten tottrat. Windeck fiel durch seine äußerst brutale Behandlung der ihm untergebenen Häftlinge auf. Politische Häftlinge schafften es, ihn 1943 der Korruption zu überführen: Nach der Versetzung Remmeles wurde an die Politische Abteilung weitergegeben, dass Windeck seiner Ehefrau ein Kollier zukommen lassen wolle. Daraufhin wurde Windeck für zwei Wochen in das Lagergefängnis (Block 11) gesperrt und danach der Strafkompanie im KZ Auschwitz-Birkenau zugewiesen. Nach wenigen Wochen erreichte er wieder die Position eines Kapos im Männerlager des KZ Auschwitz-Birkenau. Vom Spätsommer 1944 bis Ende Dezember 1944 war er im Zwangsarbeitslager Ohrdruf inhaftiert. Bei der Rückverlegung von Ohrdruf nach Auschwitz gelang ihm die Flucht. Windeck wurde 1945 wieder verhaftet und als Soldat der Wehrmacht einer Infanterieeinheit zugewiesen, in der er bis Kriegsende blieb. Er geriet nach Kriegsende in sowjetische Kriegsgefangenschaft und wurde dort 1949 zu 25 Jahren Arbeitslager verurteilt.

## Prozess und Verurteilung
Windeck kam im Oktober 1955 nach Deutschland zurück, wo er bis zu seiner Verhaftung 1963 unbehelligt lebte. Nach einem Jahr Untersuchungshaft erhielt er aus Rücksicht auf seine schlechte Gesundheit vorerst Haftverschonung. Im August 1966 erhob die Staatsanwaltschaft Frankfurt am Main gegen Windeck Anklage wegen Mordes an Mithäftlingen in 117 Fällen. Im Juni 1968 wurde er vom Landgericht Frankfurt am Main im 3. Frankfurter Auschwitz-Prozess „wegen Mordes in 2 Fällen zu lebenslangem Zuchthaus sowie wegen versuchten Mordes in 3 Fällen unter Anrechnung der Untersuchungshaft und der Zwangsarbeit in Russland zu einer Gesamtstrafe von 15 Jahren Zuchthaus verurteilt“. Der erwähnte Schriftsteller und Schlagertexter Löhner-Beda fiel nicht unter diese fünf ausgewählten Fälle. Der im selben Verfahren mitangeklagte Bernhard Bonitz, des Mordes in 82 Fällen beschuldigt, wurde wegen eines nachgewiesenen Mordes an einem Mithäftling zu lebenslanger Haft verurteilt. Beiden wurden zudem die bürgerlichen Ehrenrechte aberkannt.
Der Auschwitzüberlebende und Funktionshäftling Ludwig Wörl sagte zu Windeck folgendes aus: „Ich habe selbst beobachtet, daß er im Sommer oder Herbst 1942 im Häftlingskrankenbau schwerkranke Häftlinge, die dem Lagerarzt vorgeführt werden sollten, mit einem Ochsenziemer zusammengeschlagen hat. Einige seiner Opfer starben noch an Ort und Stelle“.
Nach einem Jahr Haft wurde Windeck im Juni 1969 aus gesundheitlichen Gründen aus der Haft entlassen. Er starb im Juli 1977 in Mönchengladbach.